# Glimmer-Steinbrech
Der Glimmer-Steinbrech (Saxifraga paradoxa), auch Sonderbarer, Seltsamer oder Wunderlicher Steinbrech genannt, ist eine Pflanzenart aus der Gattung Steinbrech (Saxifraga) innerhalb der Familie der Steinbrechgewächse (Saxifragaceae).

## Beschreibung

### Vegetative Merkmale
Der Glimmer-Steinbrech ist eine ausdauernde krautige Pflanze, die Wuchshöhen von 5 bis 30 Zentimetern erreicht. Die zarten, niederliegenden oder aufsteigenden, verzweigten Stängel sind dünn, zerbrechlich und locker behaart.
Die wechselständig am Stängel angeordneten Laubblätter sind in Blattstiel und -spreite gegliedert. Der Blattstiel ist sehr lang. Der Blattstiel der unteren Laubblätter ist mehrmals länger als die Blattspreite und locker behaart. Die oberen Blätter haben kürzere Blattstiele und werden auch allmählich kleiner. Die zart dünnhäutige und fast durchscheinende, kahle Blattspreite ist bei einer Länge von 1 bis 3 Zentimetern sowie einer mindestens gleichen Breite rundlich-nierenförmig und fünf- bis siebenlappig. Die Blattlappen sind breit-eiförmig.

### Generative Merkmale
Die Blütezeit reicht von Juni bis August. Die Blüten erscheinen meist einzeln, selten zu zweit end- oder achselständig über den gestielten Tragblättern. Der Blütenstiel ist mehrmals länger als die Blüte.
Die grünlich-weiße, zwittrige und kleine Blüte ist fünfzählig mit doppelter Blütenhülle. Die fünf Kelchzipfel sind bei einer Länge von fast 2 Millimetern eiförmig-lanzettlich mit spitzem oberen Ende. Die Kronblätter sind etwa so lang wie die eiförmigen Kelchzipfel, aber nur halb so breit wie diese. Die fünf Kronblätter sind schmal-eiförmig mit spitzem oberen Ende und gegen ihre Basis zu nicht verschmälert und an den Kelchblätter angewachsen. Die 10 kurzen Staubblätter sind etwa halb so lang wie die Kelchzipfel. Auf dem fast unterständig Fruchtknoten befinden sich zwei kurze Griffel.
An der Frucht befindet sich die beständige Blütenhülle und die zwei nach vorn gerichteten, schwach spreizenden, haltbaren Griffel von der halben Länge der Frucht. Die Kapselfrucht ist breit-eiförmig. Die schwarzen Samen sind bei einer Länge von 0,6 bis 0,7 Millimetern rundlich-elliptisch mit höckerig warziger Oberfläche.
Die Chromosomenzahl beträgt 2n = 64.

## Vorkommen
Der Glimmer-Steinbrech kommt nur in der Steiermark, im östlichen Kärnten, in Slowenien und Kroatien vor. In seinem rezenten Verbreitungsgebiet ist er ein Tertiärrelikt.
Er gedeiht an feucht-schattigen Standorten, besonders unter überhängenden Gneis- oder Glimmerschieferfelsen.

## Taxonomie
Die Erstbeschreibung von Saxifraga paradoxa erfolgte 1810 durch Kaspar Maria von Sternberg in Revisio Saxifragarum, S. 22, Tafel 14. Ein Synonym für Saxifraga paradoxa Sternb. ist Zahlbrucknera paradoxa (Sternb.) Rchb.